# Cunimundo
Cunimundo (en latín, Cunimundus; ¿? - 567) fue el último rey de los gépidos en el siglo VI.
En el año 565 estalló la guerra entre lombardos y gépidos, quienes ante la superioridad de los lombardos buscaron ayuda del emperador Justino II de Bizancio prometiendo entregar a cambio la ciudad de Sirmio (actual Sremska Mitrovica en Serbia), su capital. Los lombardos fueron derrotados y Cunimundo no cumplió su promesa y retuvo Sirmio.
Los lombardos entonces se aliaron a los ávaros. Cunimundo volverá a prometer Sirmio a Justino, pero ahora el emperador le hará creer en su alianza mientras hace saber a los lombardos que se mantendrá neutral. Sirmio será entregada a tropas bizantinas para que las fuerzas gépidas que la guarnecían se incorporen a la lucha.
En 567 los aliados lombardo-ávaros derrotaron totalmente a los gépidos, matando a su rey y repartiéndose todos sus territorios con los ávaros, mientras Justino II retendrá Sirmio. El rey de los lombardos, Alboino, decapita a Cunimundo utilizando su cabeza como copa. Además como botín de guerra tomará a Rosamunda, hija de Cunimundo.

"AÑO SEXTO DEL EMPERADOR JUSTINO Y CUARTO DEL REY LEOVIGILDO [¿572?]

1. Llega a su término el reino de los gépidos, vencidos en guerra por los lombardos; el rey Cuniemundo cae en el campo de batalla y todos sus tesoros son llevados a Constantinopla al emperador Justino por Trasarico, obispo de la secta arriana, y por Reptila, nieto de Cuneimundo."
Extracto del Chronicón de Iohanis Biclarensis.